# Öreg híd
Az Öreg híd (szlovákul: Starý most), 1945–1990 között Vörös Hadsereg híd (Most Červenej armády) Pozsony legrégebbi Duna-hídja. A híd helyén állt az 1890-ben átadott Ferenc József híd, amelyet Csehszlovákia megalakulását követően Milan Rastislav Štefánik után Štefánikov hídra kereszteltek (szlovákul:  Štefánikov most ), majd 1945-ben a híd elpusztult. A Vörös Hadsereg ideiglenes hídként építette újjá, majd 27 évig a város egyetlen hídja volt, elbontását követően csak a pillérei maradtak meg. 2016 óta villamos-, kerékpáros- és gyalogoshídként funkcionál.

## Története
Az első híd Pozsonyban egy 1825-ben épített hajóhíd (pontonhíd) volt a Koronázási domb tér (ma Stúr Lajos tér, Námestie Ľudovíta Štúra) közelében. Miután fából készült, az átkelés rajta korlátozott volt, mert a jégzajlás idején nem lehetett használni.

### 1889–1945 (Ferenc József híd, Štefánik híd)
A mai Öreg híd helyén állt az 1889 áprilisa és 1890. december 22. között épült, majd 1890. december 30-án felavatott Ferenc József híd. Ezt személyesen maga Ferenc József császár avatta fel. A Pozsony-Szombathely-vasútvonalat szolgáló a Ferenc József híd kiegészítést 1891. november 9-én avatták fel. A híd a kor divatjának megfelelően rácsos tartós szerkezetű volt, 6 pillérrel. Csehszlovákia megalakulása után a hidat Milan Rastislav Štefánik politikus után Štefánikov most-ra keresztelték át. 1914 és 1935 között a hídon át vezetett a Pozsony-Bécs villamosvasút is.
A második világháborúban, 1945. április 2-án a visszavonuló német csapatok felrobbantották, az acélszerkezete elpusztult, de az eredeti kőpillérek fennmaradtak.

### 1945–2015 (Vörös Hadsereg hídja, Öreg híd)
Miután a háború véget ért, a Vörös Hadsereg katonáinak erőfeszítéseivel és német hadifoglyok kényszermunkájával újjáépítették. A munkák 1945. augusztus 6-án kezdődtek, majd ideiglenesnek szánt Vörös hadsereg hídjának avatására 1946. január 24-én került sor. A hidat 10 év élettartamra tervezték, azonban pénz hiányában 27 évig továbbra is az egyetlen hídja maradt a városnak. Pozsonyligetfalu lakótelepének építése igényelte a következő Duna-híd felépítését. A híd 1985-ben fejezte be a vasúti szolgálatát.
A pozsonyi Öreg híd Szlovákia fővárosának legrégibb fennmaradt hídja volt. 2002-ben az összes csavart át kellett vizsgálni, miután egy osztrák hajó ütközött a híd pillérével. Hasonló baleset történt 2010 májusban is, amikor szintén egy osztrák felségjelű hajó útjába került az amúgy is megtépázott híd egyik pillérje.
A 2008. december 31-én a balesetveszélyessé vált dunai hídról kitiltották a gépjárműforgalmat, majd 2010. május 15-éig a gyalogos- és kerékpárforgalmat szolgálta, de a hídkezelőség akkor azt is megszüntette. A balesetveszélyessé vált dunai átkelőt a  veszélyességi skála legmagasabb, hetedik fokozatába sorolták, így 2010. augusztus 13-án megkezdődött az Öreg-híd lebontása. A hídból csak a 4 pillér maradt volna  meg. A felújítás 2011-ben félbeszakadt.
A régi híd hasznosítását nehezítette, hogy nyílásai nem tették lehetővé a nemzetközi hajózási forgalmát. A helyén épülő vagy átépülő hídra több terv is készült, elképzelhető volt, hogy Pozsonyligetfalu felé a gyorsvasúti közlekedést szolgáló híd épülne. 
2013. október 22-én aláírták a híd felújításáról és a Ligetfaluba vezető villamosvágányok kiépítéséről szóló szerződést az MHD–Öreg híd Konzorciummal, amelynek tagjai az Eurovia SK, az Eurovia CS és az SMP-CZ cégek.

### 2015 óta (Öreg híd)
A régi hídnak csak a pilléri maradtak meg, a hajózás érdekében azonban kettőt ezek közül is el kellett távolítani, egyetlen újjal helyettesítették azokat. 2013 novemberében elbúcsúztatták a régi hidat, majd december 3-án neki is álltak az elbontásának. 2014 áprilisáig eltűnt Pozsony panorámájából az Öreg híd acélszerkezete, az új hídszerkezetet 2015 végéig a ligetfalui oldalról építve készítették el.
Az új híd már ívelt lett, a közepén magasabb, mint a szélein, a nemzetközi hajóforgalom zavartalan biztosítása érdekében. A kétirányú villamosvágányok mellett 4,5 méter széles járda épült – ebből 1,5 méternyi a kerékpárosok számára, 3 méter pedig a gyalogosok számára. A gyaloghidat a pilléreknél kilátókkal is kiegészítették, ezeken a helyeken a híd szélessége 30 méter.
A híd villamosvágányai rugalmas alátámasztású, folyamatos sínágyazású, vasbeton burkolatú felépítményben futnak, hogy szükség esetén a mentő- vagy a tűzoltó kocsik is keresztülhajthassanak a hídon. 58,8 millió euróból valósították meg a projektet, amelynek 85 százalékát az Európai Unió biztosította, a kormány 10 százalékot fedezett, a város pedig a költségek 5 százalékát adta.
Az új, zöld színre mázolt híd 2015 decemberében készült el, a hidat 2016. május 19-én adták át, július 8-ától indult meg a villamosközlekedés.
Az 1-es és a 3-as vonal halad át rajta, autóval tilos a behajtás.

## Galéria

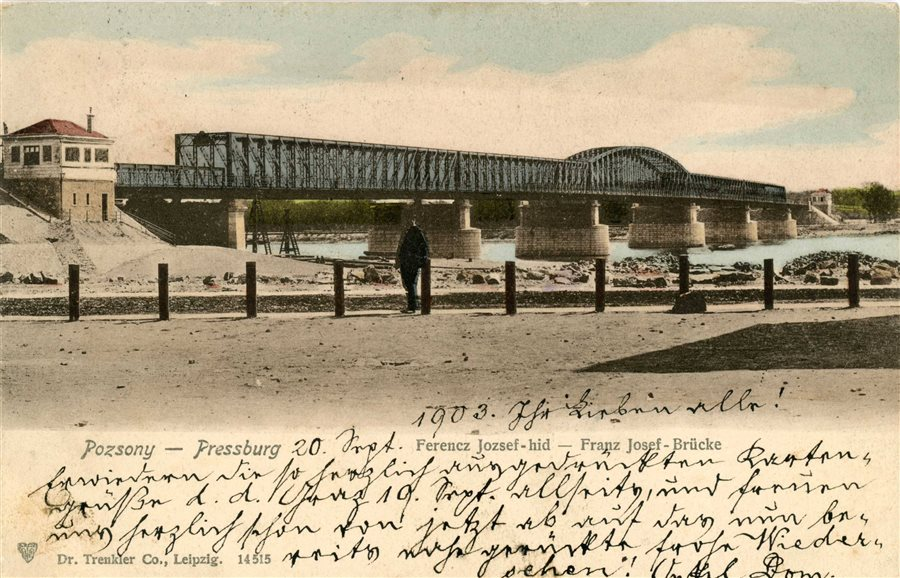
A Ferenc József híd 1903-ban
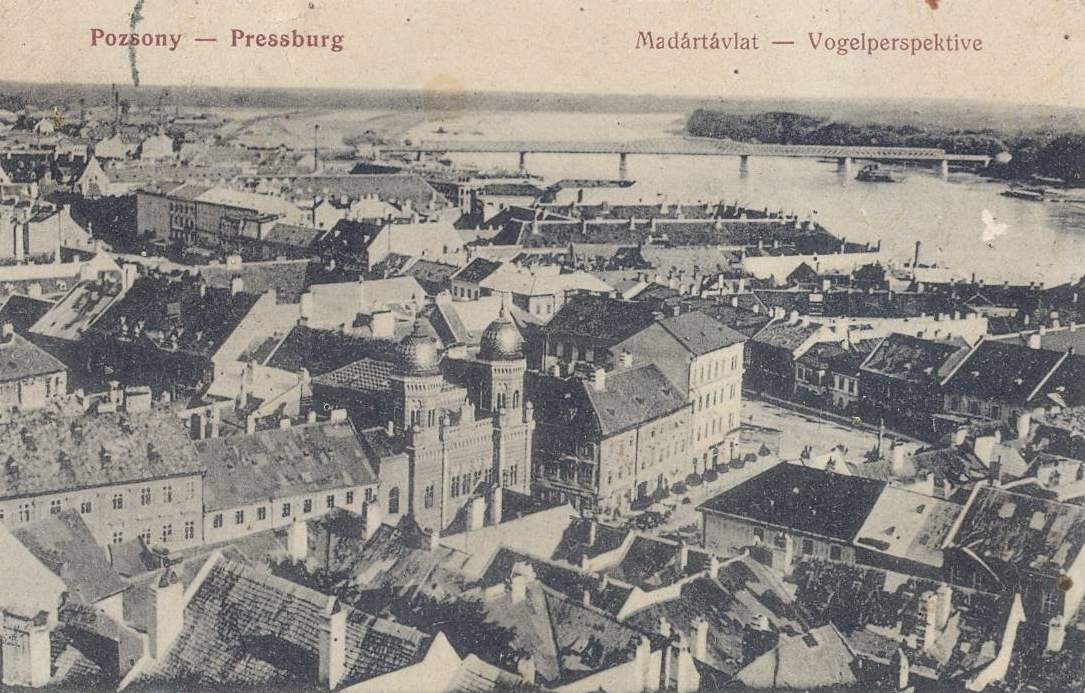
Látkép a Ferenc József híddal 1914-ben
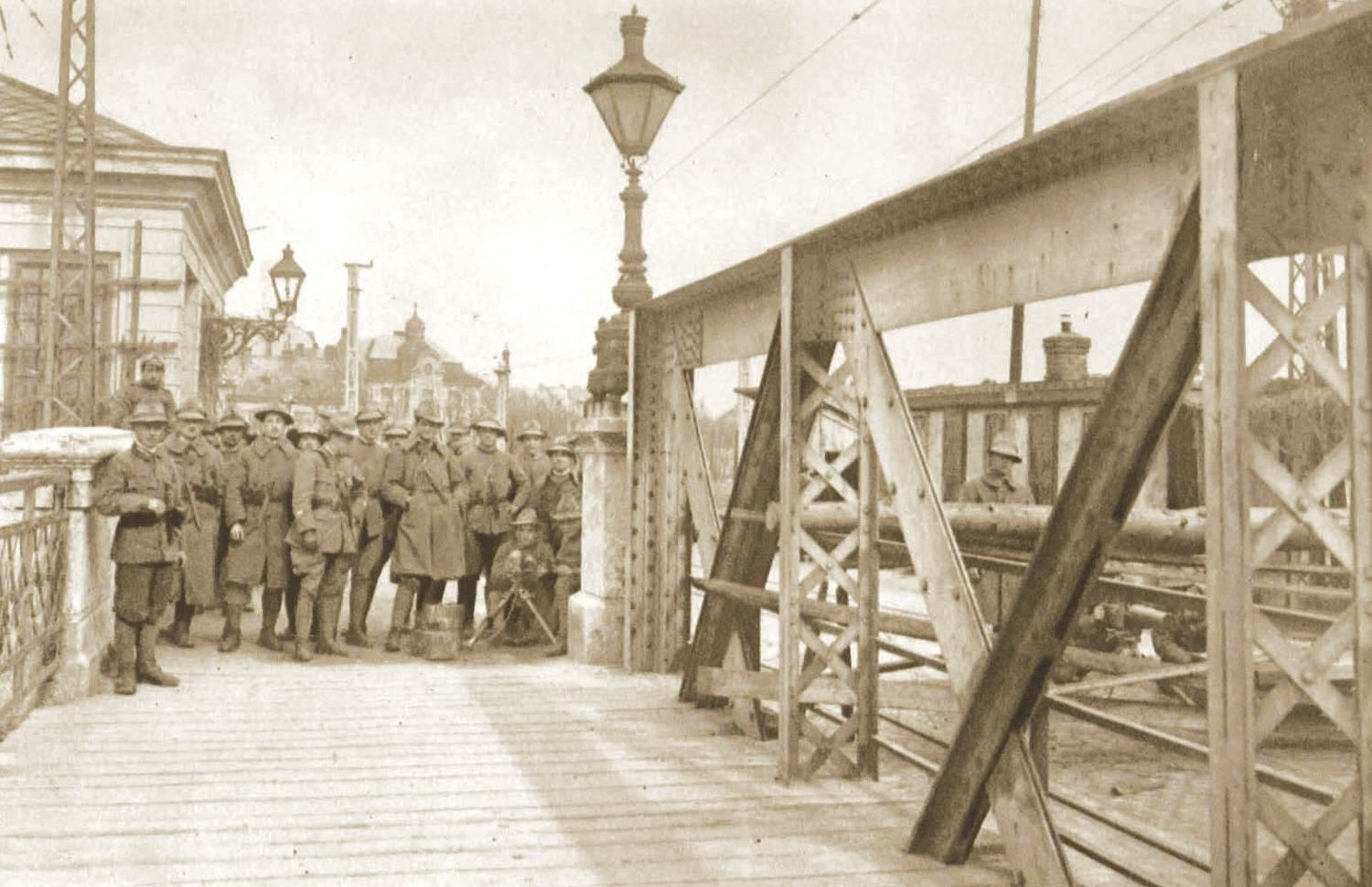
Csehszlovák légiósok a Ferenc József-hídon 1919-ben
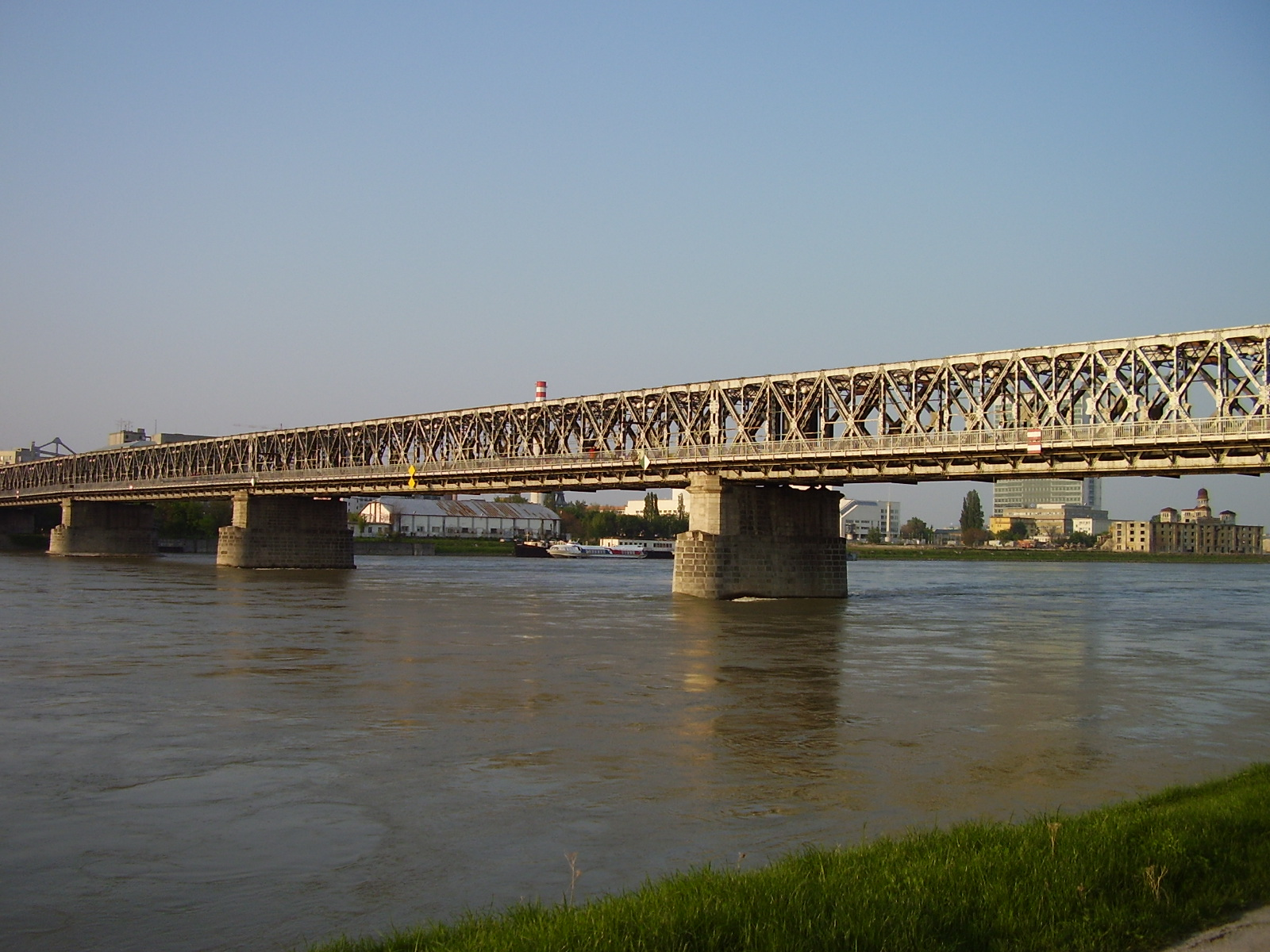
A második híd
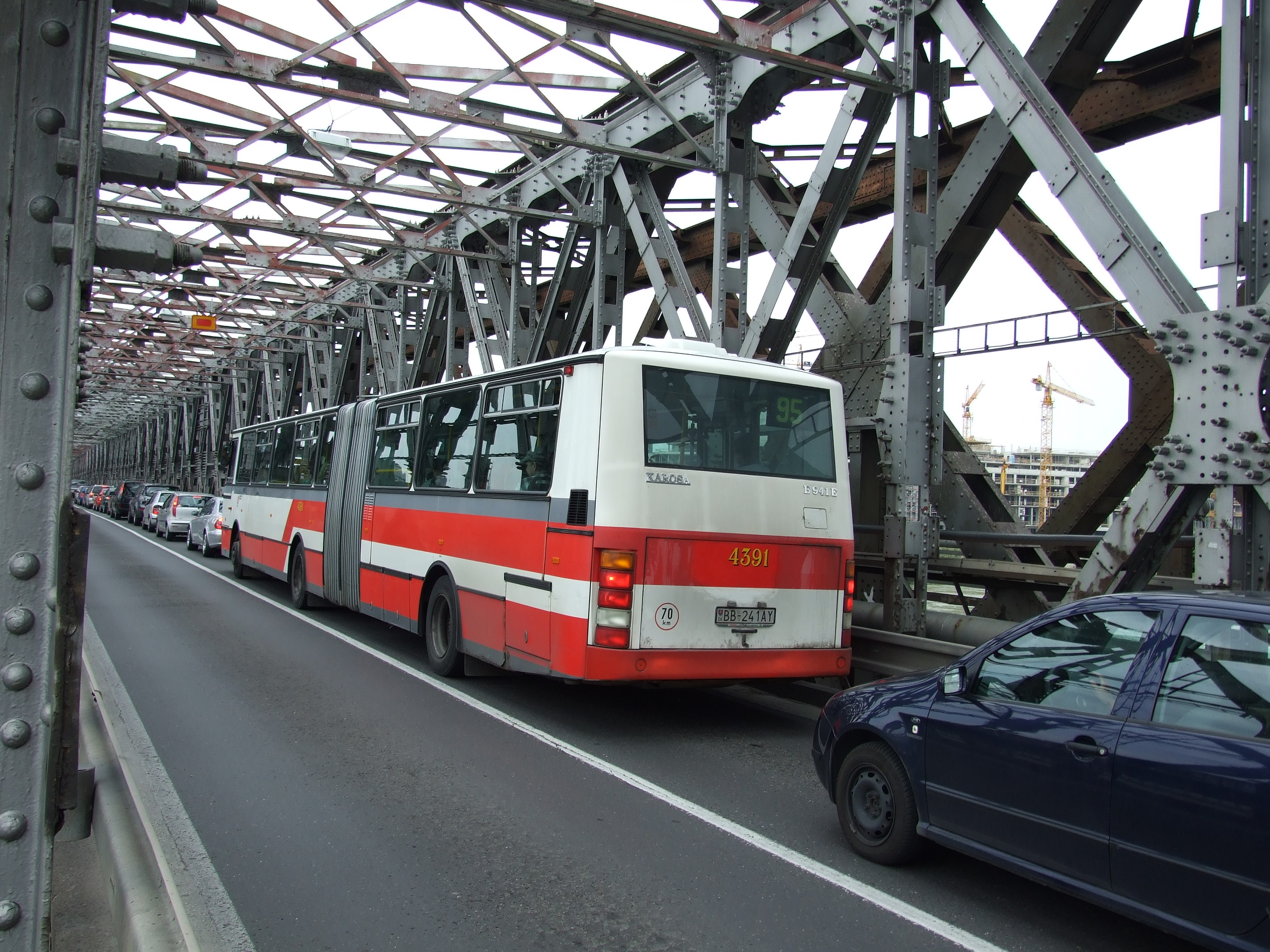
Közúti forgalommal
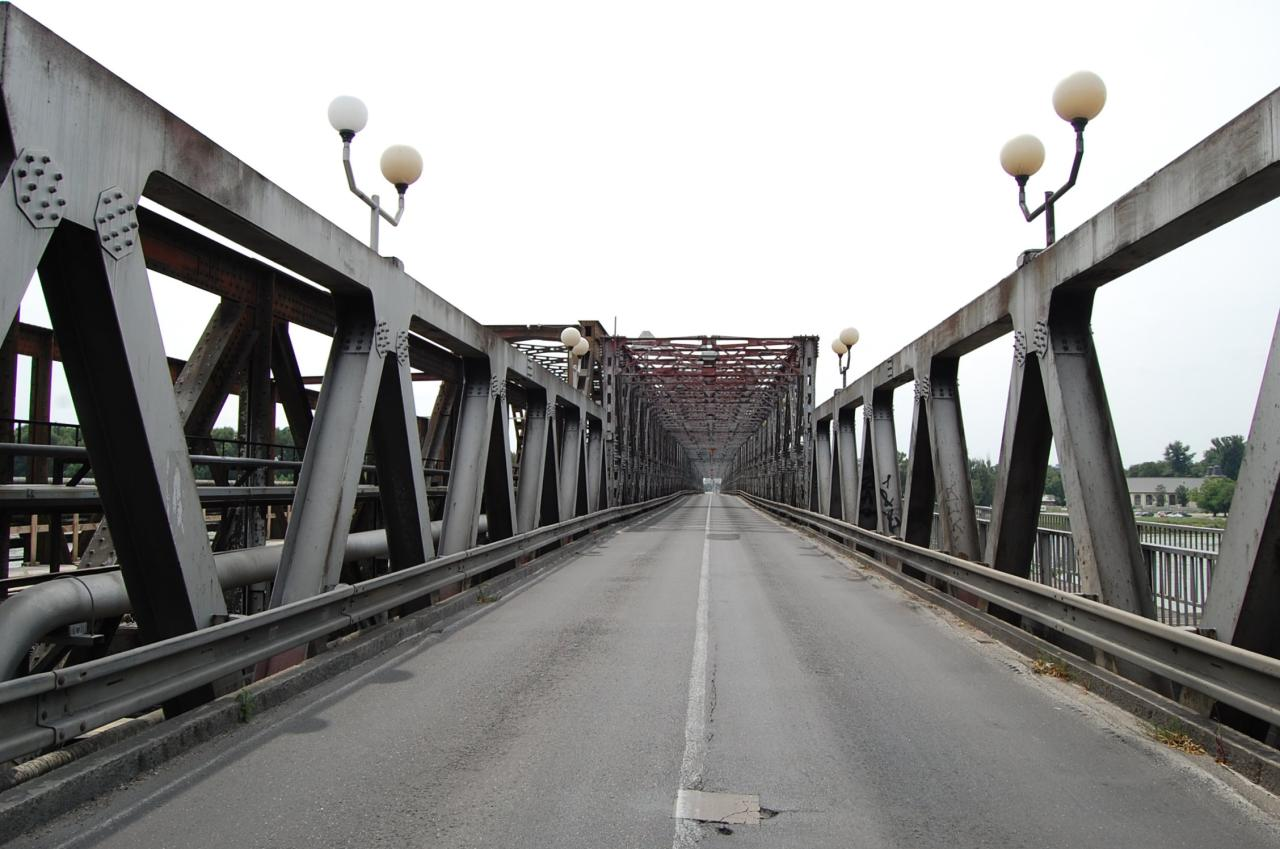
A lezárt híd
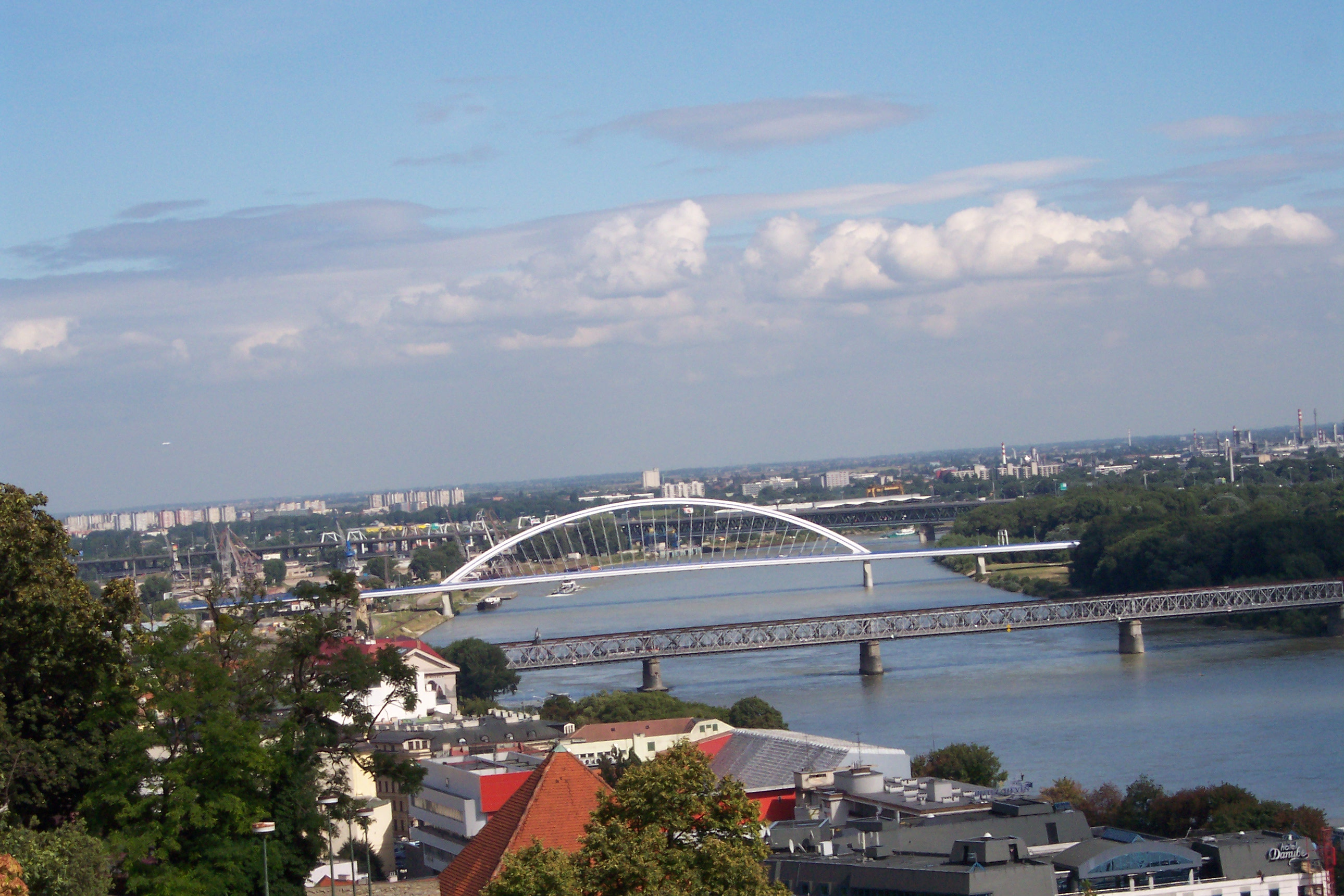
Az Apollo híddal
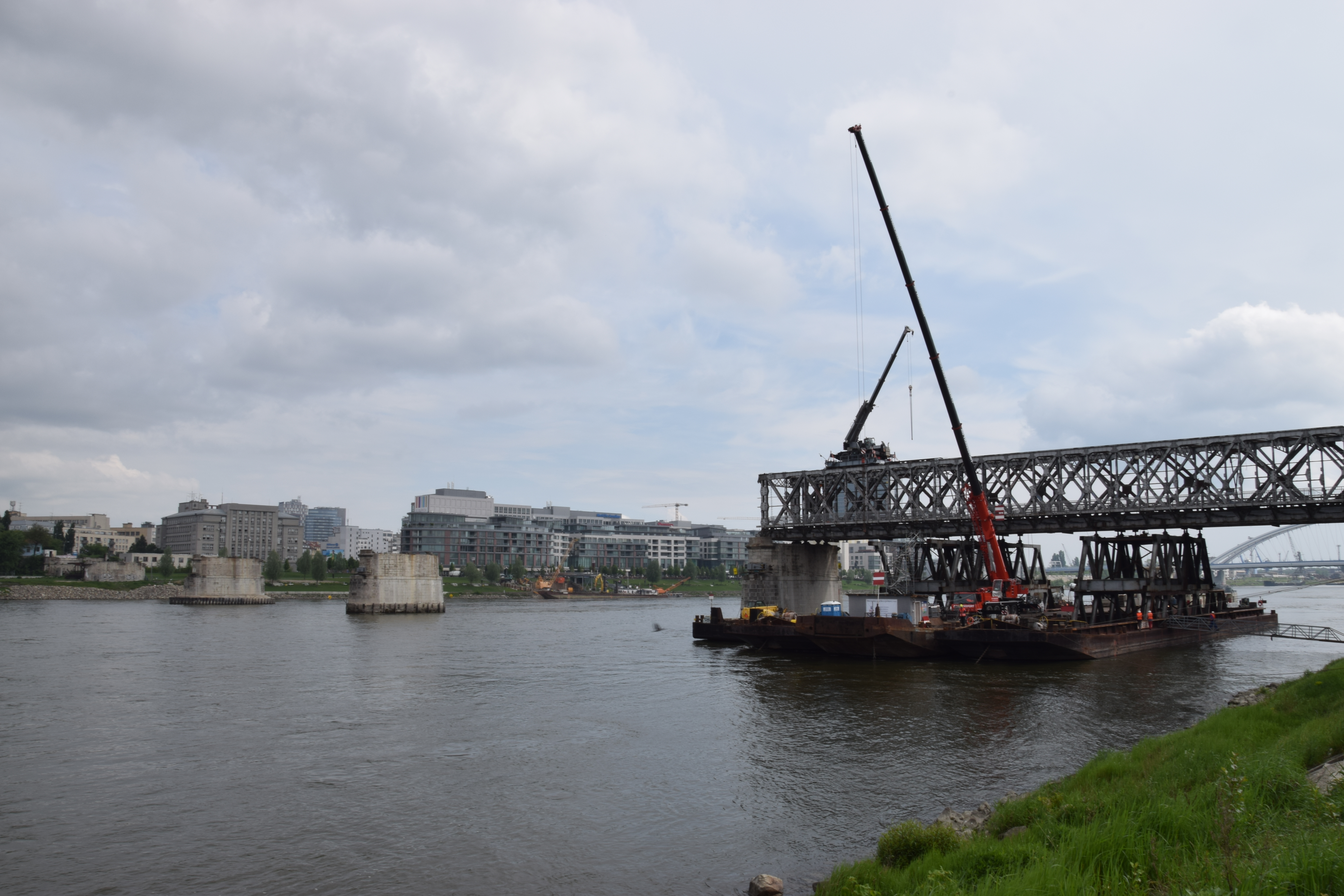
2014 áprilisában bontották el
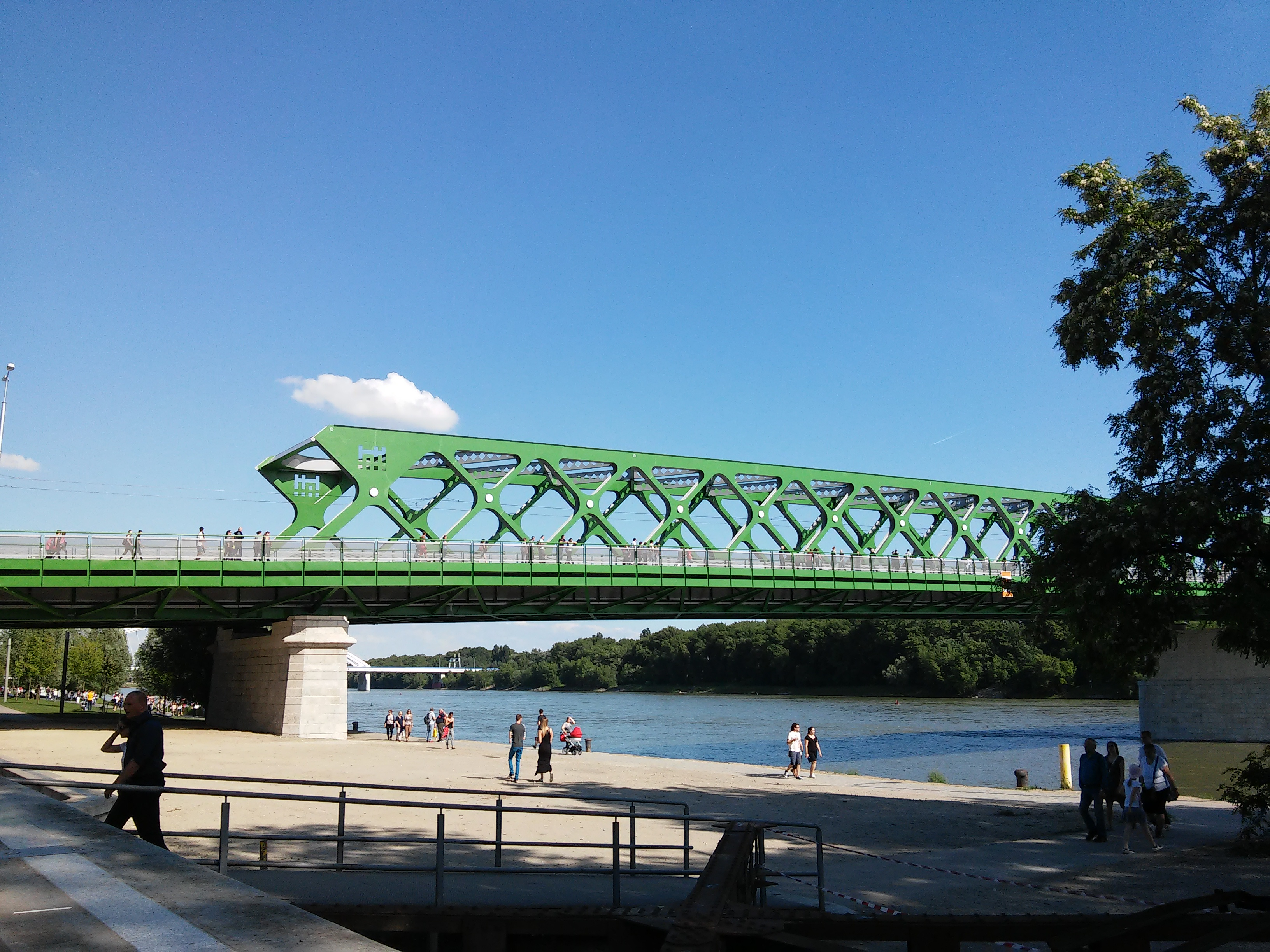
A harmadik híd
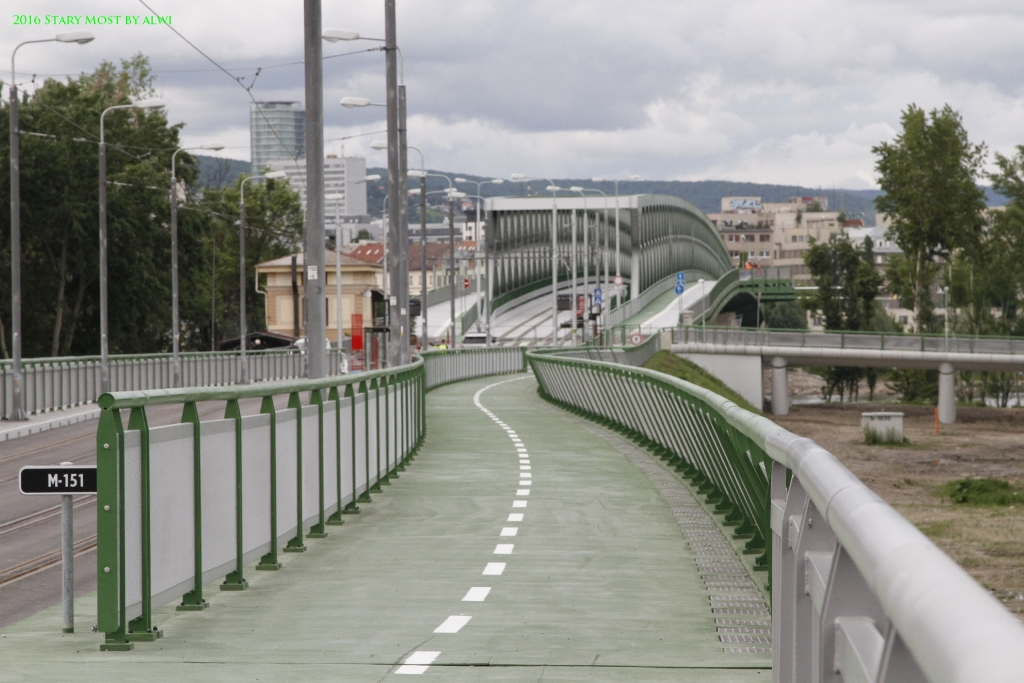
Az új híd felhajtója
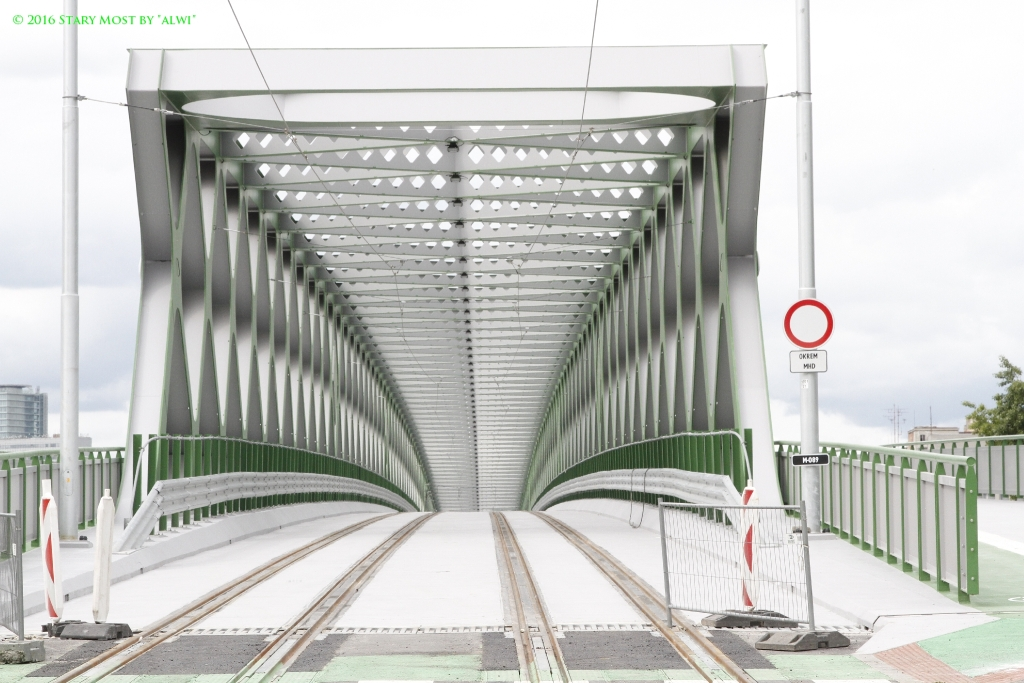
Az új híd az átadás előtt, 2016 májusában

## Fordítás
- Ez a szócikk részben vagy egészben a Alte Brücke (Bratislava) című német Wikipédia-szócikk fordításán alapul.  Az eredeti cikk szerkesztőit annak laptörténete sorolja fel. Ez a jelzés csupán a megfogalmazás eredetét és a szerzői jogokat jelzi, nem szolgál a cikkben szereplő információk forrásmegjelöléseként.

## Külső hivatkozások
- A harmadik Öreg híd az átadás napján – YouTube-videó